# マット・ベスラー
マット・ベスラー（Matt Besler 、1987年2月11日 - ）は、アメリカ合衆国・カンザス州オーバーランドパーク出身の元プロサッカー選手。元サッカーアメリカ合衆国代表。現役時代のポジションはDF。
姓の発音は[ˈbiːzlər]なのでより近い表記は「ビーズラー」。

## 来歴

### 初期
高校時代は4年間でカンザス州選手権において40ゴール44アシストの成績を残した。
ノートルダム大学進学後は同大学のサッカー部でプレー。

### クラブ
2009年のMLSドラフト会議で、一巡目（全体8人目）にスポルティング・カンザスシティに指名された。3月28日のコロラド・ラピッズ戦でプロデビュー。2011年3月26日のシカゴ・ファイアー戦でプロ初ゴール。2011年7月10日、サポーター投票によるオールスターゲーム2012参加選手に初めて選ばれた。2012年はチームの主力としてオープンカップ優勝に貢献。自身もMLS最優秀ディフェンダーとベストイレブンのダブル受賞を果たした。この活躍からクイーンズ・パーク・レンジャーズFC、サウサンプトンFC、バーミンガム・シティFCなどイングランドの複数クラブがオファーを送ったが、12月にカンザスシティとの契約を更新した。
2014 FIFAワールドカップ終了後にはSCフライブルク、フラムFC、サンダーランドAFCから獲得オファーが届いたが、同様にカンザスシティ残留を選んだ。
2021年1月6日、オースティンFCに加入する事が発表された。
2021シーズン終了後、現役引退を表明した。

### 代表
2012年8月23日、ユルゲン・クリンスマン監督がメキシコとのフレンドリーマッチで初招集。2013年1月29日のカナダ代表戦で初キャップ。6月2日のドイツ代表戦で初スタメン。
2013 CONCACAFゴールドカップでは一旦登録メンバーから外されたが、チームが決勝ラウンドに進出したことで再登録された。
2014 FIFAワールドカップではグループリーグ全3試合と決勝トーナメント一回戦にスタメン出場した。
2016年9月2日、第一子の誕生日に代表初ゴールをマーク。

## 代表歴

### 出場大会
- アメリカ代表
  - 2014 FIFAワールドカップ

### 試合数
- 国際Aマッチ 47試合 1得点（2013年-2017年）[11]

| アメリカ代表 | 国際Aマッチ | 国際Aマッチ |
| 年           | 出場        | 得点        |
| ------------ | ----------- | ----------- |
| 2013         | 12          | 0           |
| 2014         | 11          | 0           |
| 2015         | 6           | 0           |
| 2016         | 10          | 1           |
| 2017         | 8           | 0           |
| 通算         | 47          | 1           |

### 得点
| No | 開催日       | 開催地         | 対戦国                           | スコア | 最終結果 | 試合概要                                    |
| -- | ------------ | -------------- | -------------------------------- | ------ | -------- | ------------------------------------------- |
| 1. | 2016年9月2日 | キングスタウン | セントビンセント・グレナディーン | 2–0    | 6–0      | 2018 FIFAワールドカップ・北中米カリブ海予選 |

## タイトル
カンザスシティ
- USオープンカップ: 2012, 2015, 2017
- MLSカップ: 2013

アメリカ合衆国代表
- CONCACAFゴールドカップ: 2013, 2017

個人
- MLS年間最優秀DF: 2012[12]
- MLSベストイレブン: 2012[13]
- MLSオールスター: 2011, 2013,  2014, 2015